# Geonoma simplicifrons
Geonoma simplicifrons là loài thực vật có hoa thuộc họ Arecaceae. Loài này được Willd. mô tả khoa học đầu tiên năm 1805.